# Jean Mesqui
Jean Mesqui, né le 27 mai 1952 à Paris, est ingénieur de formation. Il est également chercheur en castellologie. Il est aussi spécialiste des ponts de France.

## Biographie
Jean Antoine Marie Joseph Mesqui naît le 27 mai 1952, dans le seizième arrondissement de Paris.
Il étudie à l'École polytechnique de Paris et devient ingénieur des ponts et chaussées. 
Il est ingénieur général honoraire des Ponts, des Eaux et des Forêts.

### Carrière dans le secteur public
Sa carrière débute par un doctorat ès lettres sur l'histoire sur la construction des ponts.
En 1975, il intègre le ministère de l'Équipement, du Logement, de l'Aménagement du territoire et des Transports et y est chargé de la méthodologie des projets routiers au service d'études techniques des routes et autoroutes de 1977 à 1981, chargé de mission pour la conception d'un espace muséographique consacré à la construction à la Cité des sciences de 1981 à 1983, il prend ensuite la tête du service des grands travaux à la direction départementale de l'équipement de Seine-Saint-Denis de 1983 à 1986, responsable de la sous-direction des investissements routiers à la Direction des routes du ministère de l'Équipement de 1986 à 1987. De 1987 à 1988, il est conseiller technique au cabinet du ministre de l'Équipement, du Logement, de l'Aménagement du territoire et des Transports Pierre Méhaignerie,.

### Carrière dans le secteur privé
En 1989, il devient directeur général de la Société des Autoroutes Paris-Normandie et en devient président directeur général en 1997. Il est délégué général de de l'Association des sociétés françaises d'autoroutes à partir de 2001 jusqu'en 2016, date à laquelle il en devient président. Il a aussi été présent de l'Association européenne des exploitants d'ouvrages autoroutiers (Asecap).
En 2015, alors qu'est lancée une action collective de Corinne Lepage pour dénoncer et demander le remboursement de 20 % aux sociétés d'autoroutes, il se dit serein et répond en tant que délégué général de l'ASFA aux accusations de surfacturation des automobilistes par les péages autoroutiers que les tarifs sont négociés avec l'État puis validés par le Conseil d'État et que la rentabilité de 20 % des sociétés d'autoroutes ne prend pas en compte les emprunts qu'elles effectuent.
En 2016, après la publication du rapport annuel de l'Autorité de régulation des activités ferroviaires et routières (Arafer) qui questionne l'attribution des marchés de travaux à des sociétés de BTP liées aux réseaux autoroutiers Eiffage et Vinci, il répond au président de l'Arafer Bernard Roman au nom de l'ASFA que les sociétés d'autoroutes « s'étonnent (...) du fait qu'assez systématiquement, les informations recueillies dans ce contrôle soient présentées d'une façon qui nourrit l'interrogation, voire alimentent une certaine suspicion à l'égard des procédures de passation des marchés »

### Activité de recherche
Jean Mesqui poursuit en complément de sa carrière d'ingénieur une activité de chercheur sur les patrimoines bâtis.[réf. nécessaire]
Il a été président de la Société française d'archéologie.
Jean Mesqui est un castellologue internationalement reconnu[source insuffisante]. Il est spécialisé dans l'étude des châteaux les plus emblématiques de France et du Proche-Orient. Il est aussi considéré comme un spécialiste des ponts, en particulier ceux du Moyen Âge.
Jean Mesqui est l'auteur de plusieurs ouvrages sur l'architecture fortifiée médiévale et sur l'histoire des ponts et des routes, et de nombreux articles[réf. nécessaire]
Il a animé un grand nombre de conférences. Parmi les plus récentes : « Les châteaux de Meung-sur-Loire : Histoire et évolution architecturale ».
En mars 2018, il conclut un cycle de conférences consacré aux châteaux du pays de Dinan.

## Publications

### Ouvrages
Entre 1979 et 2010, Jean Mesqui a écrit ou coécrit 15 ouvrages :
- Provins : la fortification d'une ville au Moyen Âge, 1979. Compte-rendu dans le Bulletin monumental[16].
- Les routes dans la Brie et la Champagne occidentale : histoire et techniques, Paris, Revue générale des routes et des aérodromes, 1980, 217 p.  Compte-rendu dans le Bulletin monumental[17].
- Répertoire des ponts routiers antérieurs à 1750 : présentation, répertoire administratif, répertoire par bassins fluviaux, t. 1, Paris, Service technique des routes et autoroutes, 1981, 266 p. ; Répertoire des ponts routiers antérieurs à 1750 : répertoire alphabétique, t. 2, Paris, Service technique des routes et autoroutes, 1981, 367 p.. Compte-rendu dans le Bulletin monumental[18].
- Le pont en France avant le temps des ingénieurs, vol. 4, Paris, Picard, coll. « Grands manuels Picard », 1986, 303 p. (ISBN 978-2-7084-0322-2) Compte-rendu dans la Revue belge de philologie et d'histoire[19].
- Maryse Bideault, Claudine Lautier et Jean Mesqui, Île-de-France gothique : les demeures seigneuriales, vol. 2, Paris, Picard, coll. « Monuments de la France gothique », 1988, 399 p. (ISBN 978-2-7084-0374-1)
- Le château d'Angers, La Guerche-de-Bretagne, Ouest-France-CNMHS, 1988
- Bertrand Lemoine et Jean Mesqui, Un musée retrouvé : musée des travaux publics (1939-1955), Paris, Ministère de l’Équipement, du Logement, des Transports, et de la Mer, 156 p. (ISBN 978-2-11-086893-0)
- Châteaux et enceintes de la France médiévale : de la défense à la résidence, t. 1, Paris, Picard, 1991, 375 p. (lire en ligne), Châteaux et enceintes de la France médiévale : de la défense à la résidence, t. 2, Paris, Picard, 1993, 382 p.. Compte-rendu dans la Revue de l'Art[20].
- Chemins et ponts, liens entre les hommes, Paris, Desclée de Brouwer-Rempart, coll. « Patrimoine vivant », 1994, 143 p. (ISBN 978-2-220-03497-3). Compte-rendu dans le Bulletin monumental[21].
- Les châteaux-forts : de la guerre à la paix, Paris, Gallimard, coll. « Découvertes Gallimard / Arts » (no 256), 1995, 160 p. (ISBN 978-2-07-053297-1)
- Jean Mesqui et Sylvie Bersout, Le viaduc du vallon de Rogerville, Paris, Société des autoroutes Paris-Normandie, 1996, 65 p.
- Châteaux forts et fortifications en France, Paris, Flammarion, coll. « Tout l'art », 1997, 493 p. (ISBN 2-08-012271-1)
- Les vieux ponts, 1998, avec Dominique Repérant. Présenté par Olivier Barrot dans Un livre un jour[22].
- Jean Mesqui et Mohamad Al Roumi, Châteaux d’Orient : Liban, Syrie, Hazan, 2001, 191 p.[23]
- Jean Mesqui et Dominique Repérant, Les ponts de France, rêves de pierre et d'eau, Paris, Édisud, 2010, 223 p. (ISBN 978-2-7449-0888-0)

## Distinctions
- Officier de la Légion d'honneur Il a été promu officier par décret du 30 décembre 2010[24]. Il a été fait chevalier le 8 avril 2002.